# バータセーク - バヤ - キシュクンハラシュ線
バータセーク - バヤ - キシュクンハラシュ線（ハンガリー語: Bátaszék–Baja–Kiskunhalas-vasútvonal）は、ハンガリー国鉄の鉄道線の名称である。路線番号は154。ハンガリーでは、ブダペスト以外でドナウ川を越える唯一の営業路線である。
本頁では、バヤ以東について記載する。バヤ以西については、シャールボガールド - バータセーク線の頁を参照。

## 運行形態[1]

### 快速「インターレギオ」(IR)
- キシュクン号：　バヤ - キシュクンハラシュ - ケチケメート
2時間に1本運行される。キシュクンハラシュ以東は155号線に直通する。
過去の運行形態
かつては全列車エルデーセール停車であった。また、平日3往復、休日2往復（夏季は平日のみ1往復）が普通列車として運行していた。普通列車はキシュクンハラシュ - バヤ間のみの運行で、1往復に限りキシュクンフェーレジハーザまで直通していた。また、全列車エルデーセール停車であった。
2023年度より、東行に限り快速に格上げとなった。また、エルデーセール通過の列車が設定された。
2024年9月のダイヤ改正で、西行も含め全列車快速に格上げとなった。

## 駅一覧
以下では、ハンガリー国鉄154号線の駅と営業キロ、停車列車、接続路線などを一覧表で示す。
- 種別
  - Ex：特急
  - IR：快速
  - Sz：普通
- 停車駅
  - ■印：全列車停車
  - ●印：大部分停車、一部通過
  - ○印：大部分通過、一部停車
  - ｜印：全列車通過

| 路線名 | 駅名                             | 駅間営業キロ | 累計営業キロ          | 累計営業キロ | IR | 接続路線                                                                | 所在地               | 所在地               |
| ------ | -------------------------------- | ------------ | --------------------- | ------------ | -- | ----------------------------------------------------------------------- | -------------------- | -------------------- |
| 154    | バヤ駅                           | -            | バータセークから 19.4 | バヤから 0.0 | ■  | 46号線（セーケシュフェヘールヴァール方面）                              | バーチ・キシュクン県 | バヤ郡               |
| 154    | バーチボコド・バーチボルショド駅 | 18.1         | 37.5                  | 18.1         | ■  |                                                                         | バーチ・キシュクン県 | バヤ郡               |
| 154    | アルマーシュ駅                   | 13.1         | 50.6                  | 31.2         | ■  |                                                                         | バーチ・キシュクン県 | バーチャルマーシュ郡 |
| 154    | バーチャルマーシュ駅             | 1.4          | 52.0                  | 32.6         | ■  |                                                                         | バーチ・キシュクン県 | バーチャルマーシュ郡 |
| 154    | メーイクート駅                   | 12.5         | 64.5                  | 45.1         | ■  |                                                                         | バーチ・キシュクン県 | ヤーノシュハルマ郡   |
| 154    | ヤーノシュハルマ駅               | 10.0         | 74.5                  | 55.1         | ■  |                                                                         | バーチ・キシュクン県 | ヤーノシュハルマ郡   |
| 154    | エルデーセール駅                 | 6.6          | 81.1                  | 61.7         | ●  |                                                                         | バーチ・キシュクン県 | キシュクンハラシュ郡 |
| 154    | クンフェヘールトー駅             | 3.6          | 84.7                  | 65.3         | ■  |                                                                         | バーチ・キシュクン県 | キシュクンハラシュ郡 |
| 154    | キシュクンハラシュ駅             | 11.2         | 95.9                  | 76.5         | ■  | 150号線（ベオグラード方面、ブダペスト方面） 155号線（ケチケメート方面） | バーチ・キシュクン県 | キシュクンハラシュ郡 |